# 艾哈迈德·陶菲克帕夏

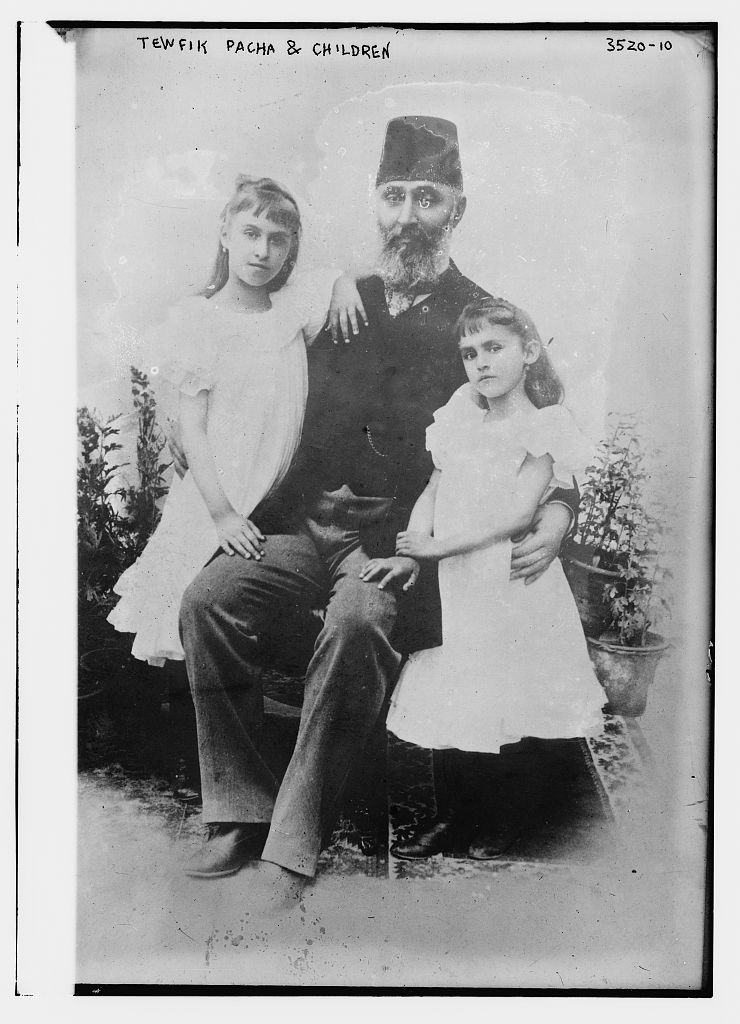
艾哈迈德·陶菲克帕夏和他的女儿们

艾哈迈德·陶菲克帕夏（1845年2月11日—1936年10月8日），1934年土耳其姓氏法实施后，也称艾哈迈德·陶菲克·奥克达伊（土耳其語：Ahmet Tevfik Okday），是奥斯曼帝国最后一任大维齐尔。
他曾三次出任大维齐尔，第一次是阿卜杜勒-哈米德二世在位期间的1909年，第二、三次是协约国军队占领伊斯坦布尔穆罕默德六世在位期间的1918-1919年和1920-1922年。艾哈迈德·陶菲克也是一名外交官，在他担任大维齐尔之前和之间，曾担任过外交部长和奥斯曼帝国参议院成员。

## 生平
艾哈迈德·陶菲克1845年2月11日出生于伊斯坦布尔。他父亲费里克·伊斯梅尔帕夏是一个具有格来王朝血统的克里米亚鞑靼人。艾哈迈德·陶菲克早年曾在军队服役，但成为一名尉官后离开军队转而从政。1872年开始，他曾担任过多个外事职务。在驻罗马、维也纳、圣彼得堡和雅典大使之后，他自1885年至1895年出任奥斯曼帝国驻德国柏林临时代办及大使。返回伊斯坦布尔之后，他于1899年至1909年曾出任外交部长（土耳其語：Hariciye Nazırı）。在1908年宪政改革之后，艾哈迈德·陶菲克帕夏被任命为奥斯曼帝国参议院成员。
在雅典担任临时代办时，他与妻子伊丽莎白·屈米相遇并成婚，伊丽莎白是一个瑞士人，当时是另一位外交官子女的家庭教师。他们夫妻后来生育了五个子女。

### 首次出任大维齐尔
艾哈迈德·陶菲克帕夏第一次出任大维齐尔是1909年4月13日331事件（发生于鲁米历3月31日）失败的直接后果之一。当时专制主义者宣告反政变，他们要求并获得了先前大维齐尔侯赛因·希勒米帕夏的辞职。虽然他们想要的继任者不是艾哈迈德·陶菲克帕夏，但这次任命至少满足了他们对侯赛因·希勒米帕夏下台的要求。艾哈迈德·陶菲克帕夏是在苏丹阿卜杜勒-哈米德二世的力劝下才不情愿的接受这一职务的，组建了一个由无党派人士和中立者构成的政府，并为遏制伊斯坦布尔和阿达纳愈演愈烈的暴力行为采取预防措施。在Hareket Ordusu（行动军）攻入伊斯坦布尔并恢复了宪政政府后，阿卜杜勒-哈米德二世被罢黜，艾哈迈德·陶菲克帕夏辞职，而侯赛因·希勒米帕夏复职。

### 第二次出任大维齐尔
在第一次世界大战和艾哈迈德·伊泽特帕夏辞职后，艾哈迈德·陶菲克帕夏于1918年11月11日再次被任命为大维齐尔。他就职两天后，协约国开始占领伊斯坦布尔。协约国迫使苏丹穆罕默德六世在1918年12月21日解散国会，几周后艾哈迈德·陶菲克帕夏政府也被解散。1919年1月12日，艾哈迈德·陶菲克帕夏重建了他的政府，但入侵者再次强迫他将其解散，1919年3月3日，艾哈迈德·陶菲克帕夏辞去了大维齐尔的职务。

### 巴黎和会
在他第二次担任大维齐尔之后，艾哈迈德·陶菲克帕夏成为奥斯曼帝国参议院议长，并以奥斯曼帝国代表团主席的身份出席了第一次世界大战后的巴黎和会。艾哈迈德·陶菲克帕夏的代表团拒绝接受条约中苛刻的条款，但大维齐尔达马特·法里德帕夏派遣的另一个代表团接受并签署了塞夫尔条约。

### 第三次出任大维齐尔
1920年10月21日，艾哈迈德·陶菲克帕夏再次被任命为大维齐尔，以替代达马特·法里德帕夏。其间，土耳其国民运动在安卡拉建立了另一个政府，宣布其为该国唯一的政府并反对苏丹的统治。艾哈迈德·陶菲克帕夏提出让安卡拉的民族主义者政府加入他伊斯坦布尔的君主制政府作为同一个体共同出席1921年伦敦和会。然而，安卡拉的领袖，穆斯塔法·凯末尔，拒绝了这一要求，两个政府分别派代表团参加了伦敦和会，艾哈迈德·陶菲克帕夏亲自率领了伊斯坦布尔的代表团，而贝基尔·萨米·昆杜赫率领了安卡拉代表团。然而，当艾哈迈德·陶菲克帕夏抵达伦敦后，做了一个惊人的举动，他宣布安卡拉政府是土耳其唯一的合法政府，并承认贝基尔·萨米是这次和会的唯一代表。
在1922年11月1日奥斯曼帝国苏丹制被废除三天后，艾哈迈德·陶菲克帕夏于1922年11月4日辞职。